# Xures
Xures est une commune française située dans le département de Meurthe-et-Moselle en région Grand Est.
Ses habitants sont appelés les Xurois.

## Géographie
Le territoire de la commune est limitrophe de ceux de cinq communes :
| Coincourt | Moncourt   |         |
|           | Xures      | Lagarde |
| Mouacourt | Emberménil |         |

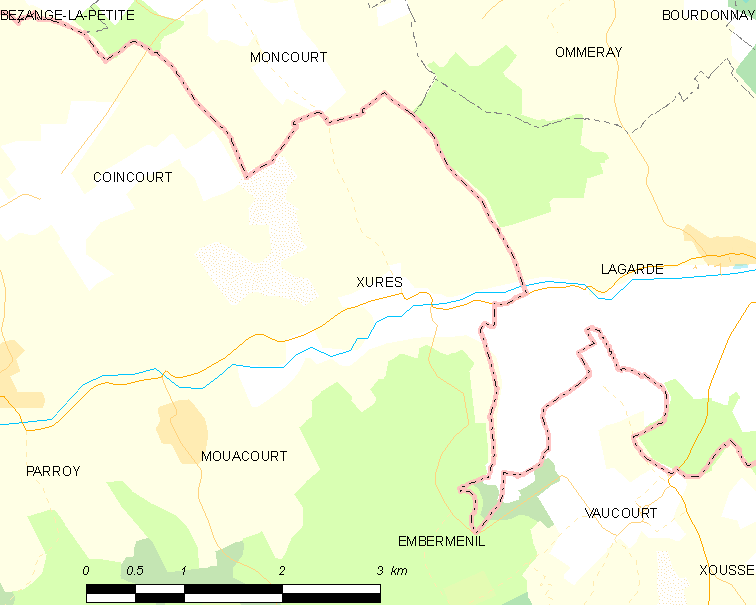
Carte de la commune.
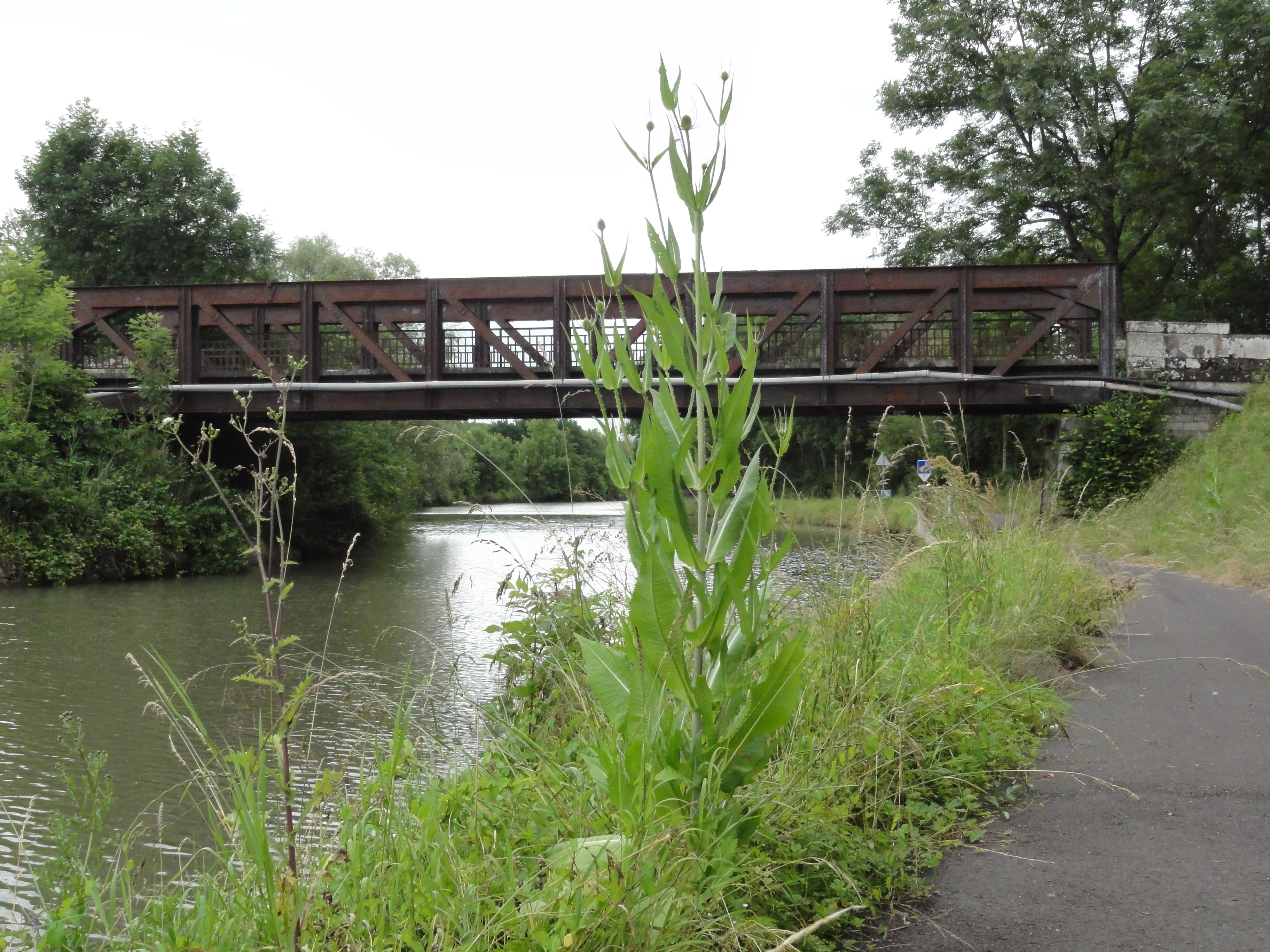
Pont du canal de la Marne au Rhin à Xures.

### Hydrographie
La commune est dans le bassin versant du Rhin au sein du bassin Rhin-Meuse. Elle est drainée par le canal de la Marne au Rhin, le ruisseau de la Breite, le ruisseau de l'Étang de Grave, le ruisseau du Poulot, le ruisseau le Ru Court et le Sanon,.
Le canal de la Marne au Rhin, long de 293 km et comportant 178 écluses à l'origine, relie la Marne (à Vitry-le-François) au Rhin (à Strasbourg). Par le canal latéral de la Marne, il est connecté au réseau navigable de la Seine vers l'Île-de-France et la Normandie. 

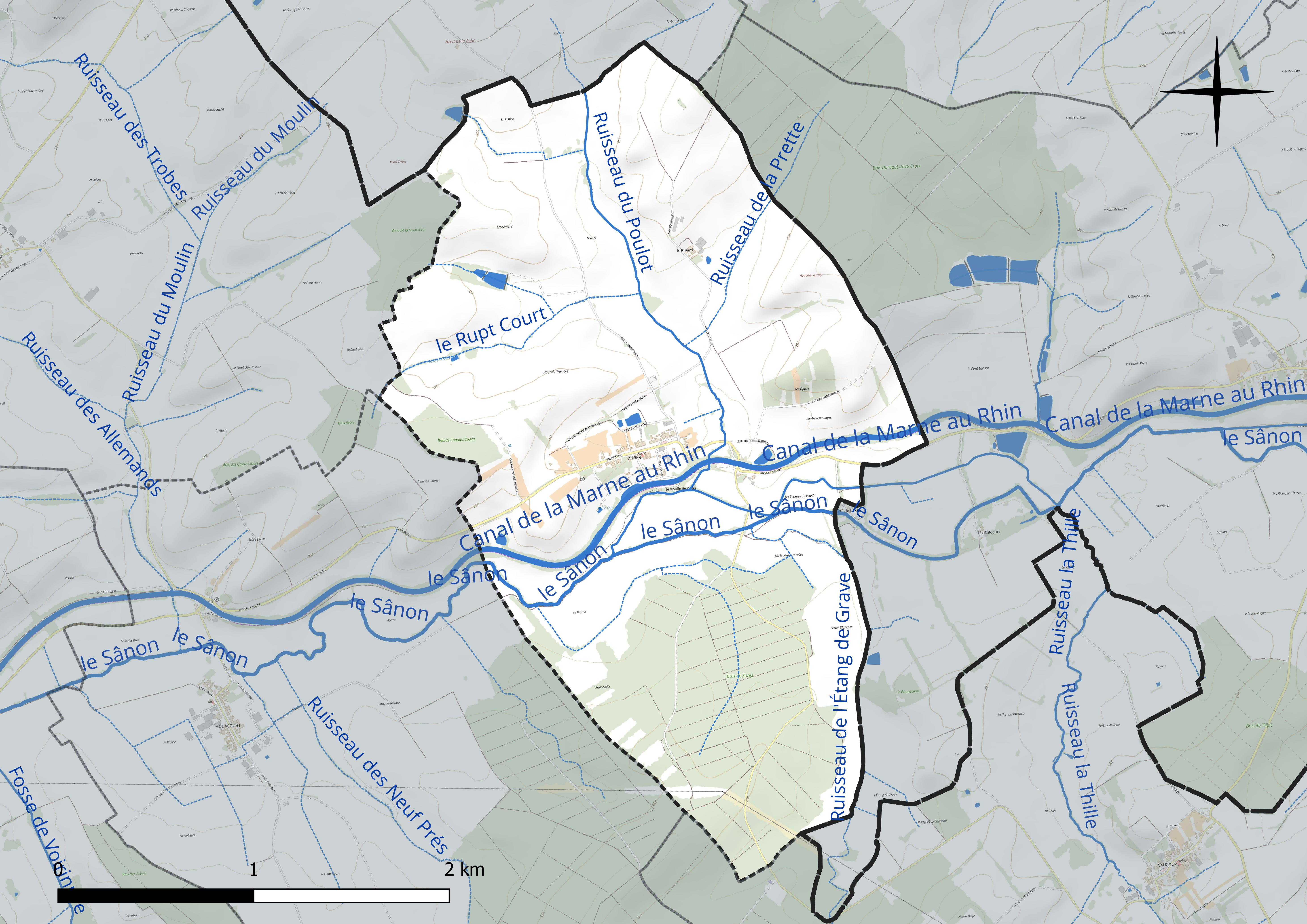
Réseau hydrographique de Xures.

### Climat
Pour des articles plus généraux, voir Climat du Grand Est et Climat de Meurthe-et-Moselle.
En 2010, le climat de la commune est de type climat des marges montargnardes, selon une étude du Centre national de la recherche scientifique s'appuyant sur une série de données couvrant la période 1971-2000. En 2020, Météo-France publie une typologie des climats de la France métropolitaine dans laquelle la commune est exposée à un climat semi-continental et est dans la région climatique  Lorraine, plateau de Langres, Morvan, caractérisée par un hiver rude (1,5 °C), des vents modérés et des brouillards fréquents en automne et hiver. 
Pour la période 1971-2000, la température annuelle moyenne est de 9,8 °C, avec une amplitude thermique annuelle de 16,8 °C. Le cumul annuel moyen de précipitations est de 814 mm, avec 12,1 jours de précipitations en janvier et 9,4 jours en juillet. Pour la période 1991-2020, la température moyenne annuelle observée sur la station météorologique de Météo-France la plus proche, « St Maurice », sur la commune de Saint-Maurice-aux-Forges à 24 km à vol d'oiseau, est de 10,5 °C et le cumul annuel moyen de précipitations est de 837,4 mm. 
La température maximale relevée sur cette station est de 39,2 °C, atteinte le 25 juillet 2019 ; la température minimale est de −19,9 °C, atteinte le 1er mars 2005,,. 
Les paramètres climatiques de la commune ont été estimés pour le milieu du siècle (2041-2070) selon différents scénarios d'émission de gaz à effet de serre à partir des nouvelles projections climatiques de référence DRIAS-2020. Ils sont consultables sur un site dédié publié par Météo-France en novembre 2022.

## Urbanisme

### Typologie
Au 1er janvier 2024, Xures est catégorisée commune rurale à habitat dispersé, selon la nouvelle grille communale de densité à sept niveaux définie par l'Insee en 2022.
Elle est située hors unité urbaine et hors attraction des villes,.

### Occupation des sols
L'occupation des sols de la commune, telle qu'elle ressort de la base de données européenne d’occupation biophysique des sols Corine Land Cover (CLC), est marquée par l'importance des territoires agricoles (78,7 % en 2018), une proportion identique à celle de 1990 (78,7 %). La répartition détaillée en 2018 est la suivante : terres arables (52,4 %), forêts (21,3 %), prairies (17,1 %), zones agricoles hétérogènes (9,3 %). L'évolution de l’occupation des sols de la commune et de ses infrastructures peut être observée sur les différentes représentations cartographiques du territoire : la carte de Cassini (XVIIIe siècle), la carte d'état-major (1820-1866) et les cartes ou photos aériennes de l'IGN pour la période actuelle (1950 à aujourd'hui).

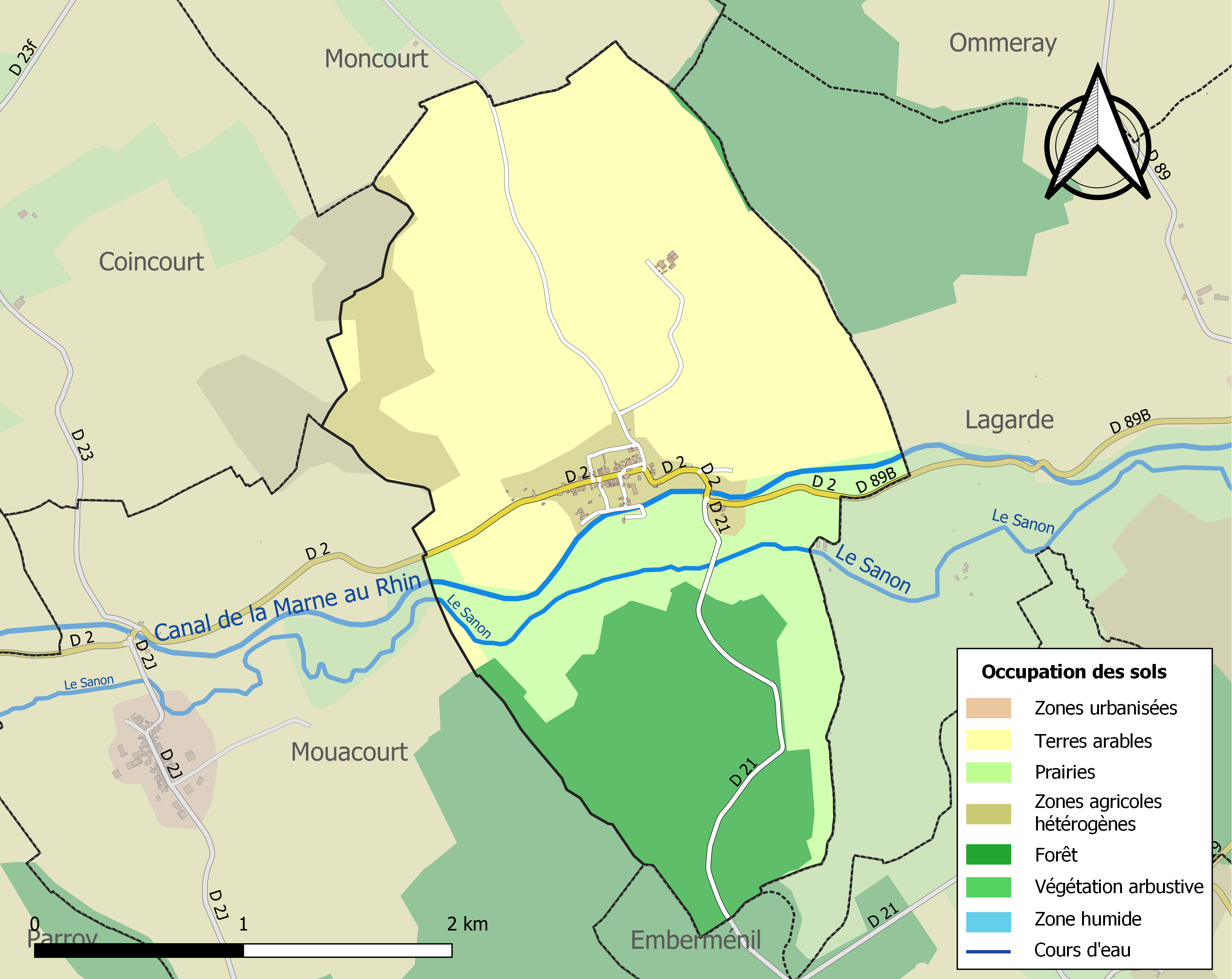
Carte des infrastructures et de l'occupation des sols de la commune en 2018 (CLC).

## Toponymie
Le nom de la localité, Xures (prononcez Chures), est attesté sous les formes Allodium de Xuris (1022) ; In loco Scuris (1103) ; Cella de Suris (1120) ; Ecclesia Beati Jacobi apostoli quæ Seuris sita est (1129) ; Capella de Cureis (1172) ; Curees (1234) ; Prioratus de Xuris (XIIIe siècle) ; Sures (1258) ; Xure (1447).

En lorrain : Chures, en allemand : Scheuer « grange ».

## Histoire
- Présences gallo-romaine et mérovingienne.
- En 1129, un prieuré dépendant de l'abbaye de Senones est créé à Xures par l'évêque de Metz Étienne de Bar. Au XIIIe siècle, le prieur « agrandit le chœur de l'église, y fit mettre de fort beaux vitraux, orna de sculpture et de peinture le maître-autel dédié à saint Jacques et bâtit le cloître en briques vernissées, ce que l'on regardait alors comme quelque chose de merveilleux »[18].
- Avant 1870, cette commune faisait partie du canton de Vic-sur-Seille. Après le traité de Francfort, elle a intégré le nouveau canton d'Arracourt avec les huit autres communes restées françaises.
- Village dévasté en 1914.
- En 1944, toute la population de Xures - soit 115 personnes - a été déportée en Allemagne, à Hanovre. Vingt-cinq d'entre eux y ont trouvé la mort, surtout parmi les enfants, et les survivants, rapatriés par la Croix-Rouge, ont retrouvé le village pillé.
- Depuis lors, chaque année le 18 octobre a lieu une messe et une journée de commémoration.
- Fusion le 1er janvier 1973 avec les communes de Coincourt, Mouacourt et Parroy, défusion le 1er janvier 1987.

## Politique et administration
| Période                                  | Période                   | Identité                                   | Étiquette | Qualité |
| ---------------------------------------- | ------------------------- | ------------------------------------------ | --------- | ------- |
| Les données manquantes sont à compléter. |                           |                                            |           |         |
| avant 1988                               | ?                         | Christian Richard                          |           |         |
| mars 2001                                | mars 2008                 | Jacqueline Absalon                         | PS        |         |
| mars 2008                                | En cours (au 25 mai 2020) | René Wagner Réélu pour le mandat 2020-2026 |           |         |

## Population et société

### Démographie
L'évolution du nombre d'habitants est connue à travers les recensements de la population effectués dans la commune depuis 1793. Pour les communes de moins de 10 000 habitants, une enquête de recensement portant sur toute la population est réalisée tous les cinq ans, les populations de référence des années intermédiaires étant quant à elles estimées par interpolation ou extrapolation. Pour la commune, le premier recensement exhaustif entrant dans le cadre du nouveau dispositif a été réalisé en 2006.

En 2022, la commune comptait 92 habitants, en évolution de −17,12 % par rapport à 2016 (Meurthe-et-Moselle : −0,13 %, France hors Mayotte : +2,11 %).
| 1793 | 1800 | 1806 | 1821 | 1831 | 1836 | 1841 | 1846 | 1851 |
| ---- | ---- | ---- | ---- | ---- | ---- | ---- | ---- | ---- |
| 222  | 270  | 266  | 248  | 261  | 261  | 270  | 317  | 300  |

| 1856 | 1861 | 1872 | 1876 | 1881 | 1886 | 1891 | 1896 | 1901 |
| ---- | ---- | ---- | ---- | ---- | ---- | ---- | ---- | ---- |
| 287  | 275  | 332  | 349  | 365  | 347  | 389  | 374  | 359  |

| 1906 | 1911 | 1921 | 1926 | 1931 | 1936 | 1946 | 1954 | 1962 |
| ---- | ---- | ---- | ---- | ---- | ---- | ---- | ---- | ---- |
| 331  | 318  | 186  | 186  | 177  | 158  | 170  | 203  | 166  |

| 1968 | 1990 | 1999 | 2006 | 2011 | 2016 | 2021 | 2022 | - |
| ---- | ---- | ---- | ---- | ---- | ---- | ---- | ---- | - |
| 173  | 104  | 121  | 132  | 125  | 111  | 96   | 92   | - |

## Culture locale et patrimoine

### Lieux et monuments
- Église Saint-Christophe, reconstruite après 1918.
- Monument aux morts.
- Port fluvial sur le canal de la Marne au Rhin.
- Fontaine fleurie.

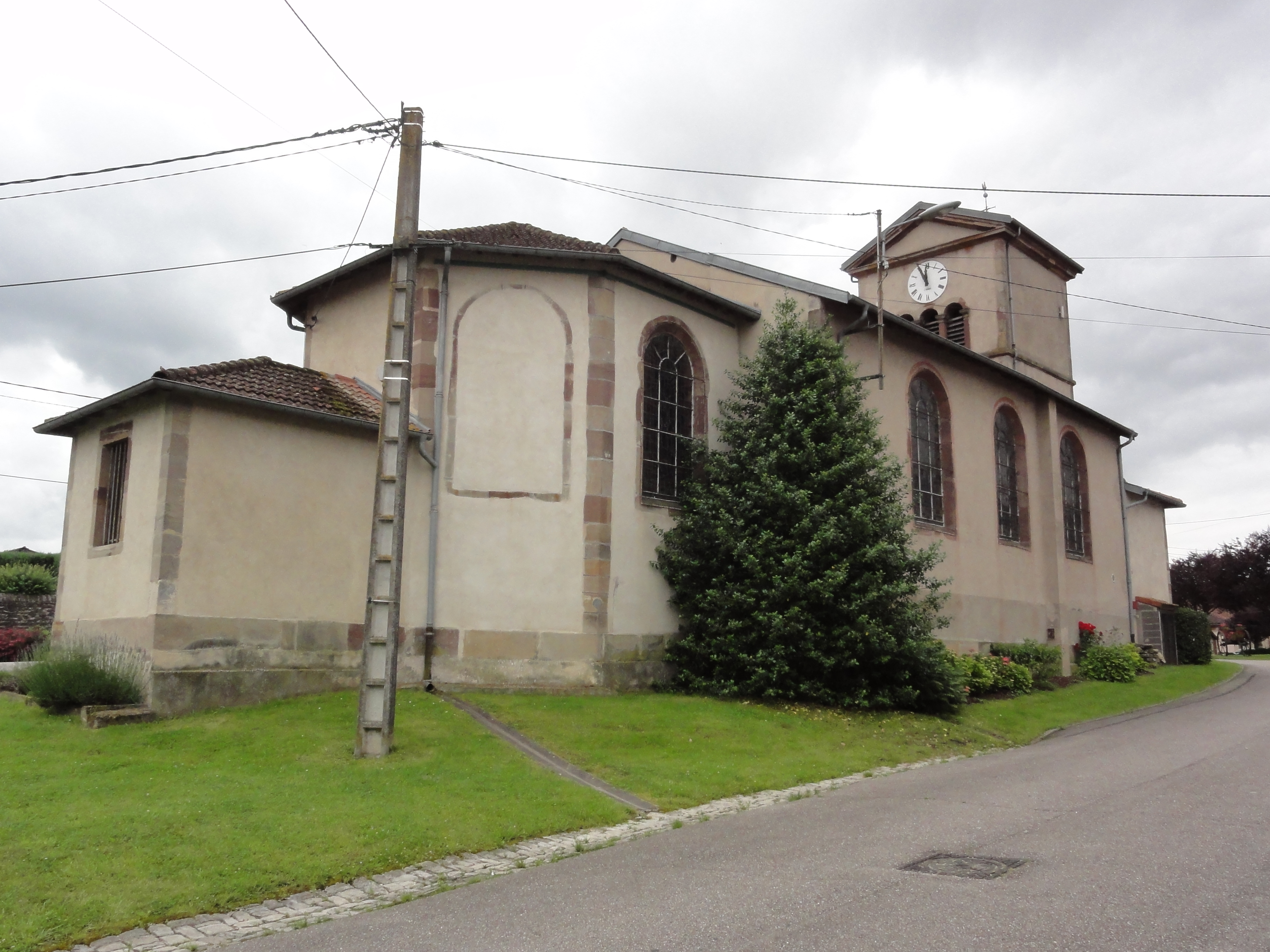
Église Saint-Christophe.
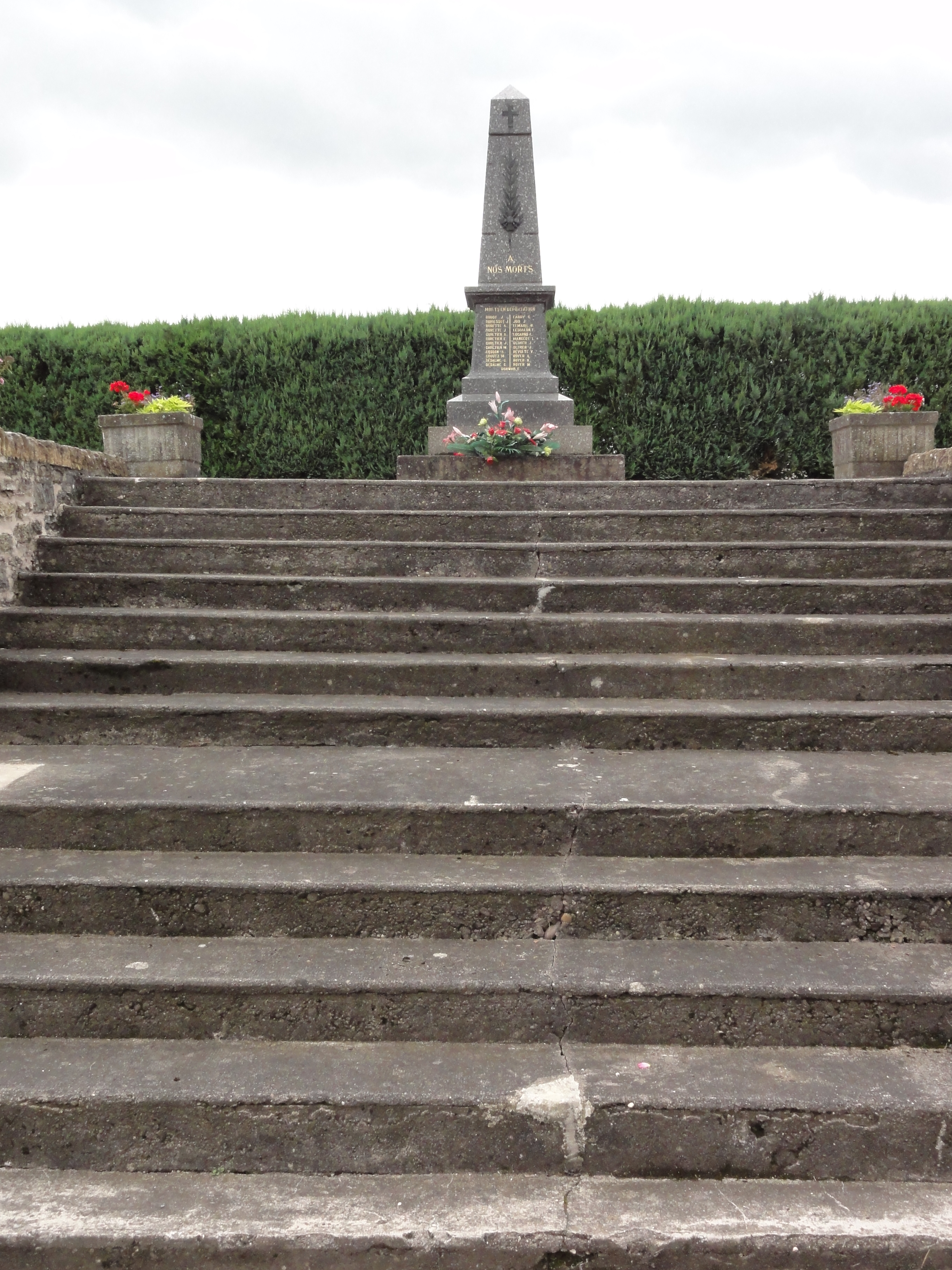
Monument aux morts.
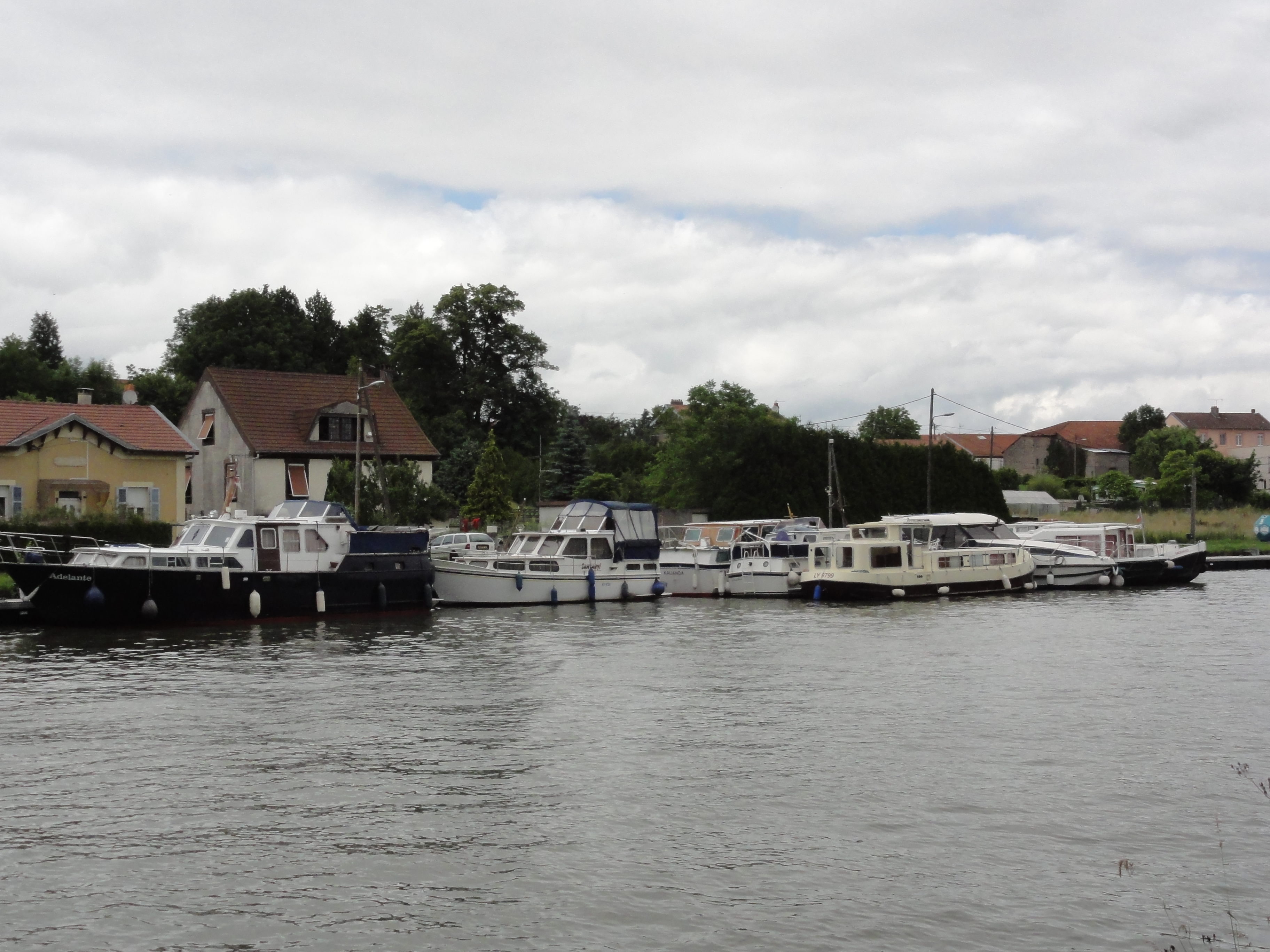
Le port.
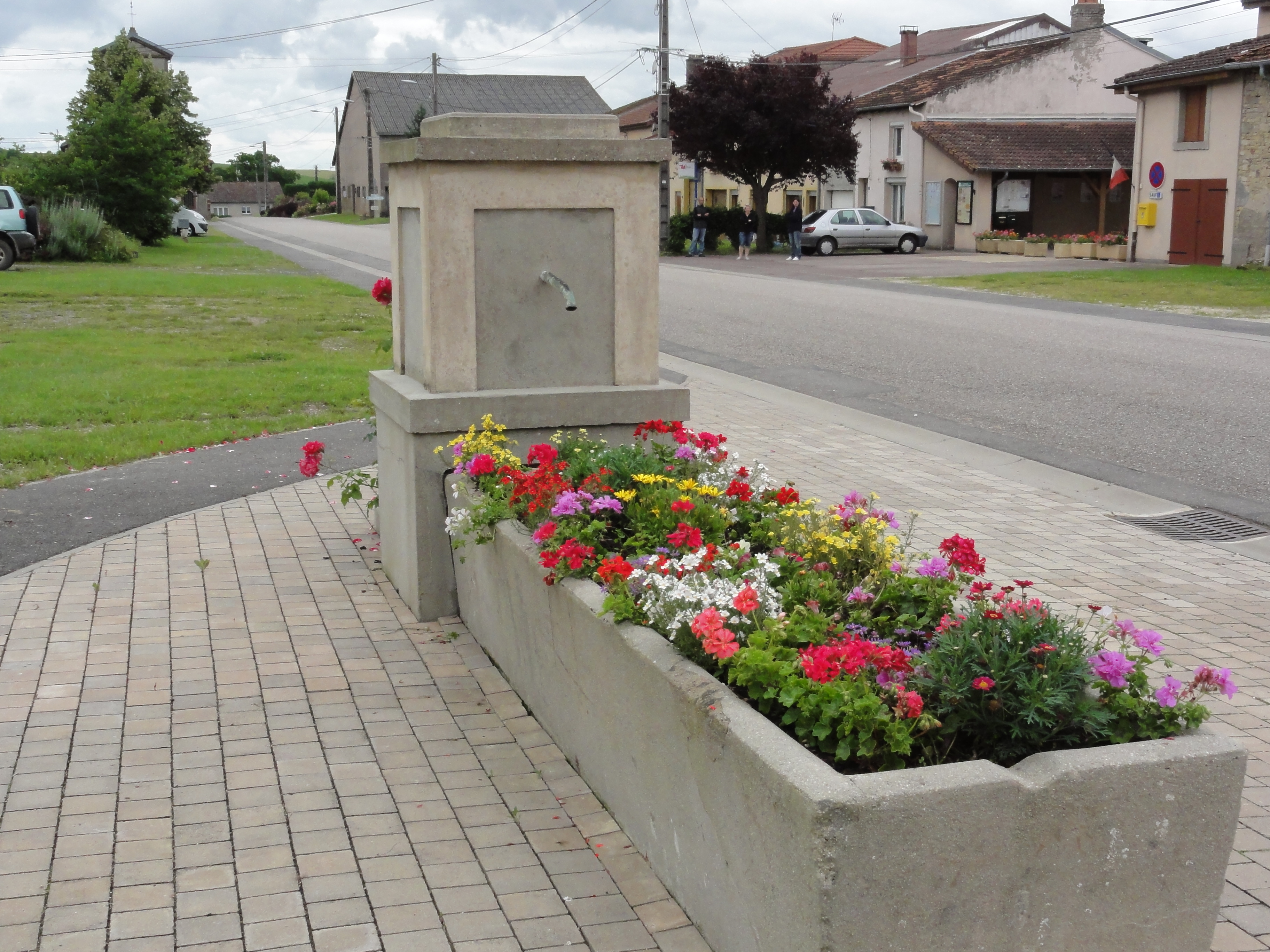
Fontaine fleurie.

### Héraldique, logotype et devise
| Blason de Xures | Blason  | Écartelé aux 1-4 d'azur à une clef d'or et une épée d'argent passées en sautoir et aux 2-3 d'argent à l'aigle de sable accolée d'une couronne d'or.                                            |
| Blason de Xures | Détails | Ce sont respectivement la clef et l'épée de l'abbaye Saint-Pierre de Senones et l'aigle du blason des Tornielle, tous deux seigneurs du lieu. Le statut officiel du blason reste à déterminer. |